# Gunungputri
Gunungputri is een bestuurslaag in het regentschap Pandeglang van de provincie Banten, Indonesië. Gunungputri telt 3824 inwoners (volkstelling 2010).